# SOMETIME'S
SOMETIME'S（読み：サムタイムス）は、2017年にSOTA（ボーカル）、TAKKI（ギター）で結成された2組のユニット。

## 概要
”Some time” = いつか、”Sometimes”= 時々。もしあなたが夢を叶えるために毎日頑張っているなら、その夢が「いつか」叶うようにという思いと「時々」休んで欲しいという思いをこめてSOMETIME'Sと名付けられている。
Apple Music「ブレイキング:J-Pop」、Spotify「Early Noise Japan」を始めとしたプレイリスト入りを果たし、AWAでは無名の新人ながらも超異例のTOPバナー PUSHを得てAWA急上昇楽曲No.1となった。   
音楽認識アプリ「Shazam (アプリケーション)」の新人アーティストのトレンドである「Discovery チャート」にて1位を獲得。以降、配信を重ねるごとにサブスクリプションプレイリスト・チャートを賑やかし無名から⼀転、2nd Digital Single『Take a chance on yourself』では J-WAVE「TOKIO HOT 100」にて最高位、34位の記録を、3rd Digital Single『I Still』は FM802「RADIO MASTERS」WEEKLY PUSHを獲得しサブスクリプションだけでなくラジオのチャート・プッシュもされ始め、2020年以降の音楽シーンを賑わすであろうアーティストとして密かに注目が集まっている。

## メンバー
SOTA（ソータ）
ボーカル、作曲を担当。生年月日：1989年4月15日。お酒が好き。
音楽に関しては、小さい頃は親父が家や車の中で流していたものから影響を受けており、松任谷由実やMr.Children、洋楽だとスティーヴィー・ワンダーやビートルズといった王道の音楽を聴いて育った。SOMETIME'S以前には、主に横浜を拠点として活動していたロックバンドChameleonのボーカルの1人を担当。2016年11月23日に解散している。
TAKKI（タキ）
ギター、作詞を担当。生年月日：1989年4月10日。趣味はコーヒー。
初めて買ったCDはHi-STANDARD。本格的にギターを勉強しようと思った時に、Earl KlughやNorman Brownなどジャズを聴くようになる。フォークがよくかかる家だったため、オフコースや小田和正をよく聴いていた。

### サポートメンバー
藤田道哉
編曲を担当。

## ディスコグラフィ

### 配信シングル
| リリース日     | タイトル                  | レーベル                       | 収録アルバム    |
| -------------- | ------------------------- | ------------------------------ | --------------- |
| 2020年6月12日  | Honeys                    | SOMETIME'S                     | CIRCLE & CIRCUS |
| 2020年7月31日  | Take a chance on yourself | SOMETIME'S                     | CIRCLE & CIRCUS |
| 2020年8月28日  | I Still                   | SOMETIME'S                     | 未収録          |
| 2021年2月10日  | HORIZON                   | SOMETIME'S                     | 未収録          |
| 2022年4月8日   | Somebody                  | IRORI Records/ポニーキャニオン | Hope EP         |
| 2022年6月3日   | Clown                     | IRORI Records/ポニーキャニオン | Hope EP         |
| 2022年8月10日  | 夏のMagic                 | IRORI Records/ポニーキャニオン | Hope EP         |
| 2023年4月19日  | Do what you do ably       | IRORI Records/ポニーキャニオン | 未収録          |
| 2023年7月26日  | blue                      | IRORI Records/ポニーキャニオン | a part EP       |
| 2023年10月18日 | Regret                    | IRORI Records/ポニーキャニオン | a part EP       |

## タイアップ
| 曲名                | タイアップ                                             |
| ------------------- | ------------------------------------------------------ |
| Do what you do ably | 関西テレビローカルドラマ『全ラ飯』主題歌（書き下ろし） |

## ライブ

### 出演フェス・イベント
2017年
9月16日　小田原イズム 2017
9月19日　近々、咲く。時々、唄う。
2018年
7月6日　Omoinotake presents「Udagawa Sway」
7月22日　ワルフェス2018
11月15日　SiX-DOG 13th Anniversary
2019年
5月20日　おのまとぺ ～ドクンっっ!編～
6月24日　MUNETAKA Vol.13 - ODORU NIGHT ー
12月19日　SMW SUMMIT 2019
2020年
10月9日　FM802 MINAMI WHEEL 2021
2021年
10月16日　YONA YONA WEEKENDERS「BUREIKO TOKYO Vol 01」
11月13日　WEEKEND LIVE LOVERS
2022年
3月20日　無料ショーケースライブGREENSPARK 2022 SPRING@梅田Shangri-La(大阪) 出演：Deep Sea Diving Club / meiyo / SOMETIME'S
6月4日　SAKAE SP-RING 2022
8月21日　TREASURE05X 2022
10月8日　MINAMI WHEEL 2022
12月23日　Hello My Friends!! vol.3
2023年
3月1日　Lit up～BuzzFront KOKERAOTOSHI～
8月4日　GOOD BYE APRIL 2MAN TOUR "WHAT A HARMONY"vol.1
10月8日　Eggs presents FM802 MINAMI WHEEL 2023 25th ANNIVERSARY
10月29日　焚キ火ノ音-TAKIBI MUSIC FESTIVAL 2023-
12月23日　Hello My Friends!! vol.3

## 出演

### ラジオ番組
- Fm yokohama「God Bless Saturday」（2020年6月20日、13:00 – 15:55）生出演
- Fm yokohama「PRIME TIME」（2020年6月25日、19:00-21:50）生出演
- Fm yokohama「Tresen」（2020年6月29日、15:00 – 19:00）コメント出演
- Fm yokohama「KANAGAWA MUSIC LAND」（2020年7月14日 – 2020年7月15日、26:00 – 26:30）インタビュー出演
- Kiss FM KOBE「アットイーズ」（2020年7月23日、11:30 – 14:55）コメント出演
- Fm yokohama「Tresen」（2020年8月3日、15:00 – 19:00）生出演
- ラジオ関西「PUSH!」（2020年8月19日、15:00 – 17:35）生出演[2]
- 文化放送「芝浦音楽倉庫 ～SHIBAURA MUSIC SHED～」（2020年8月28日、21:00 – 21:30）インタビュー出演
- 文化放送「芝浦音楽倉庫 ～SHIBAURA MUSIC SHED～」（2020年9月4日、21:00 – 21:30）インタビュー出演
- K-mix「Music Spectrum」（2020年9月18日、11:00 – 14:30）コメント出演
- Fm yokohama「E-ne!」（2020年9月21日、12:00 – 15:00）生出演
- FM FUJI「沈黙の金曜日」（2020年9月25日、21:00 – 23:00）生出演
- ニッポン放送「SOMETIME'Sのアップアップガーリック」（2021年3月29日 - ）パーソナリティ

### チャートアクション
- ラジオ

J-WAVE「TOKIO HOT 100」 『Take a chance on yourself』 最高位34位
FM802「RADIO MASTERS」 『I Still』 WEEKY PUSH
FM NORTH WAVE「SAPPORO HOT 100」 『Honeys』 46位
Kiss FM KOBE「@eee-z」『Honeys』 Bebop KOBE 7月プッシュ
- SHAZAM

音楽認識アプリ「SHAZAM」の「新人アーティストとトレンド」であるDiscoveryチャートにて1位を獲得
SHAZAM「TOP 200 日本」 『I Still』 最高位26位
- USEN

週間 USEN HIT J-POPランキング 『I Still』 3位
週間USEN インディーズランキング 『I Still』2位

## ミュージックビデオ
| リリース日    | タイトル                  | 監督         | 出演               |
| ------------- | ------------------------- | ------------ | ------------------ |
| 2020年6月12日 | Honeys                    | Nasty Men$ah |                    |
| 2020年7月31日 | Take a chance on yourself | Nasty Men$ah |                    |
| 2020年8月28日 | I Still                   | Nasty Men$ah | Kurumi             |
| 2021年2月10日 | HORIZON                   | Nasty Men$ah |                    |
| 2021年4月23日 | Slow Dance                | Nasty Men$ah | 川添野愛, Yu Oyama |
| 2021年5月26日 | Never let me              |              |                    |